# 葦ペン

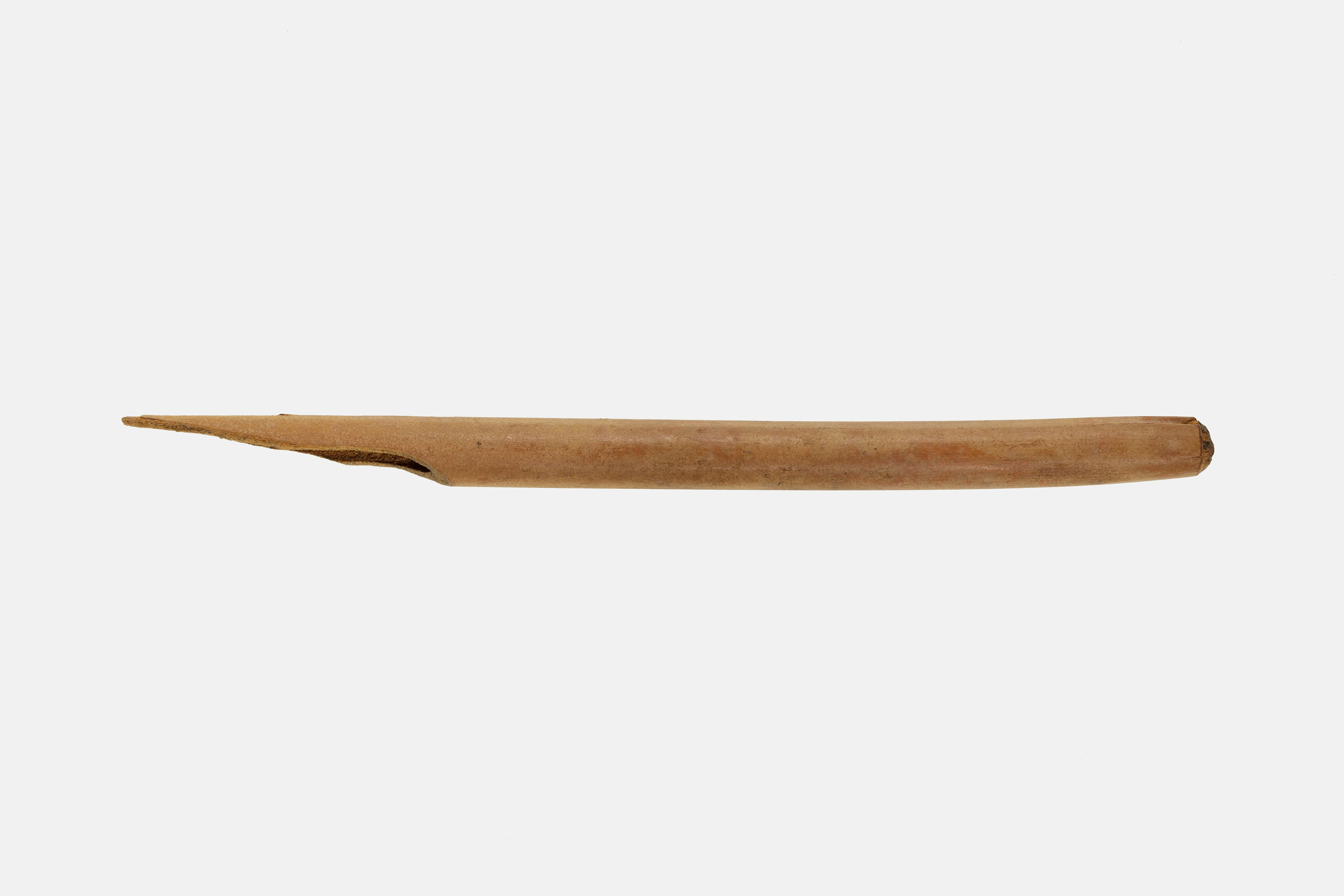
葦ペンの一例（紀元前40年-紀元後364年ころのもの）パピルス用。米国メトロポリタン美術館所蔵。

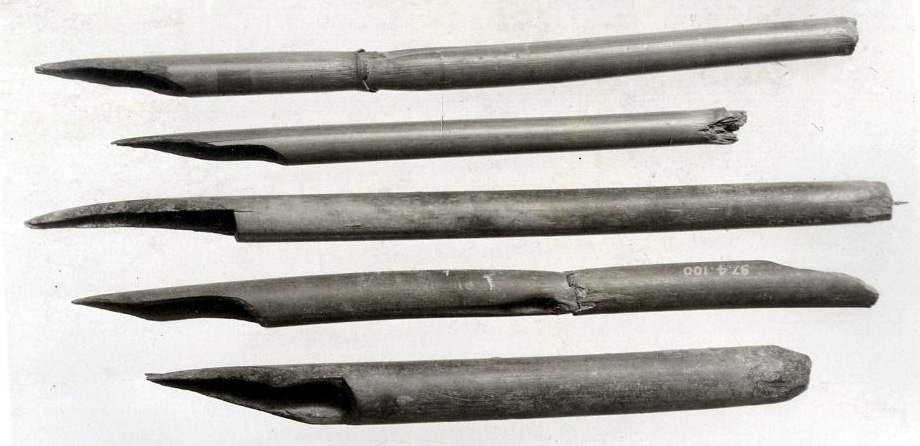
葦ペンのさまざまな削り方の例（紀元前40年-紀元後364年ころのもの）メトロポリタン美術館所蔵

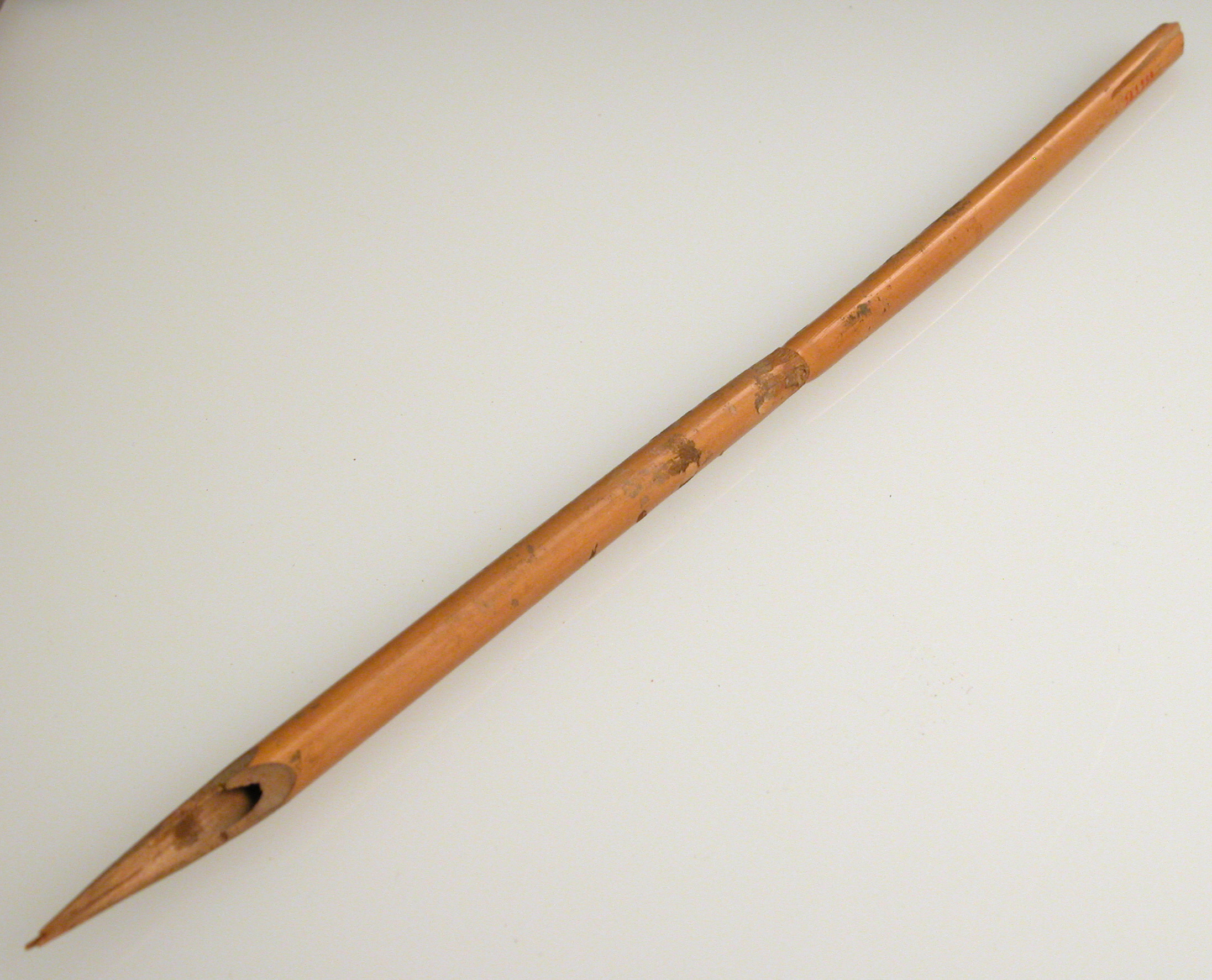
葦ペンの一例（580年 - 640年ころのもの）メトロポリタン美術館所蔵。

葦ペン（あしペン、シュメル語：gi-dub-ba、英: reed pen、ギリシア語:κάλαμοι kalamoi カラモイ）は、1本のアシの茎（藁）を切って削って作られるペン（筆記具）。
古くは粘土版へ楔形文字を書くためにも、パピルスへさまざまな文字を書くためにも用いられ、とても長い歴史を持つ。（経年変化でもろくなりバラバラになりがちなので、後世に残りにくいが）通常の二股のペン先を持つ葦ペンの遺物（実物）は紀元前4世紀以降の古代エジプトの遺跡から発見されている。新約聖書が書かれた時代でも、最も一般的な筆記用具だった。

## 粘土板用

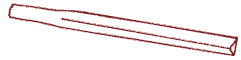
粘土版用に削った葦ペン。先端が三角形になっており、先端部分を粘土板に、スタンプを押すように、押し込む。
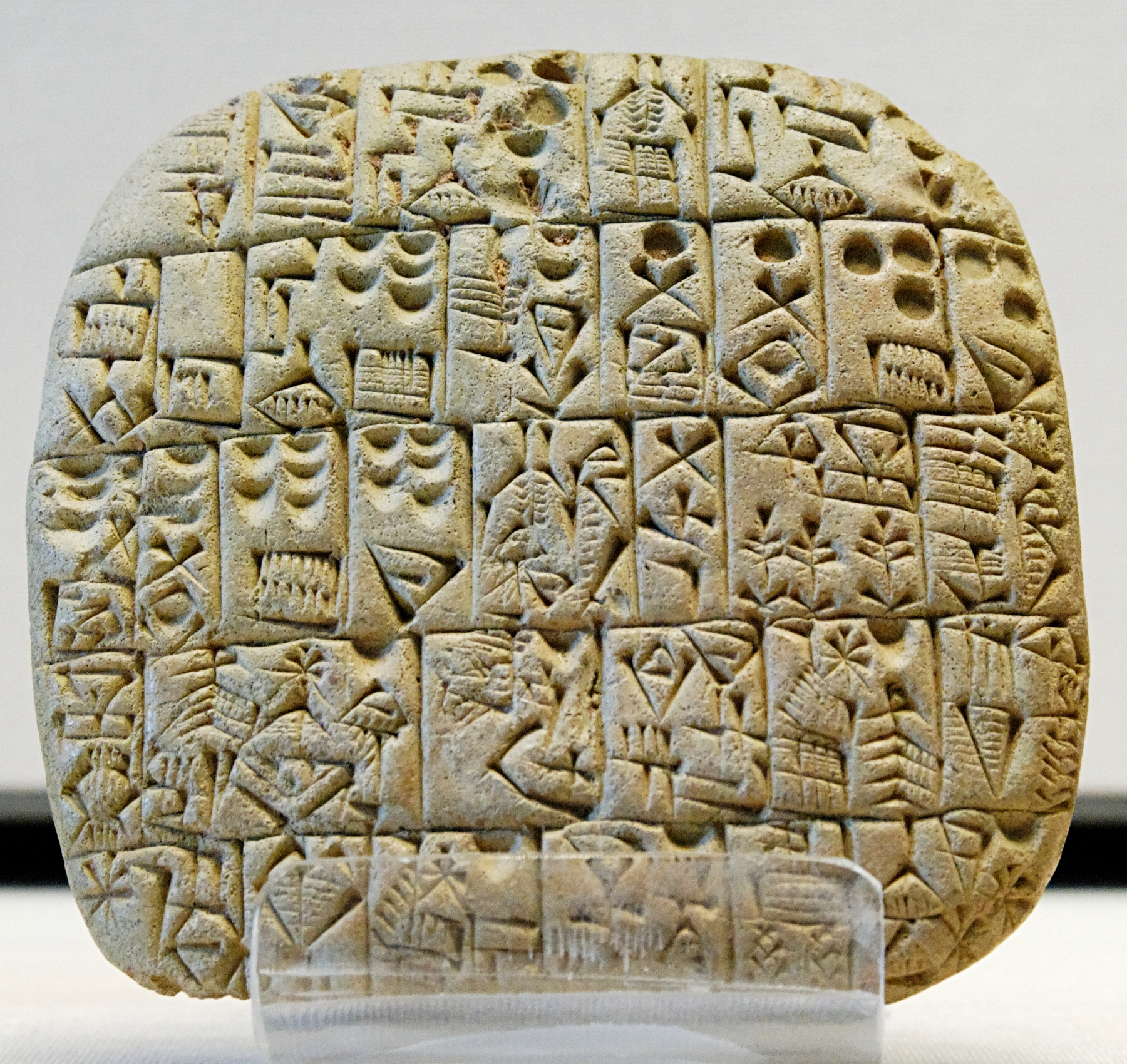
葦ペンで楔形文字を書かれた粘土版（紀元前2600年頃）

## パピルス用

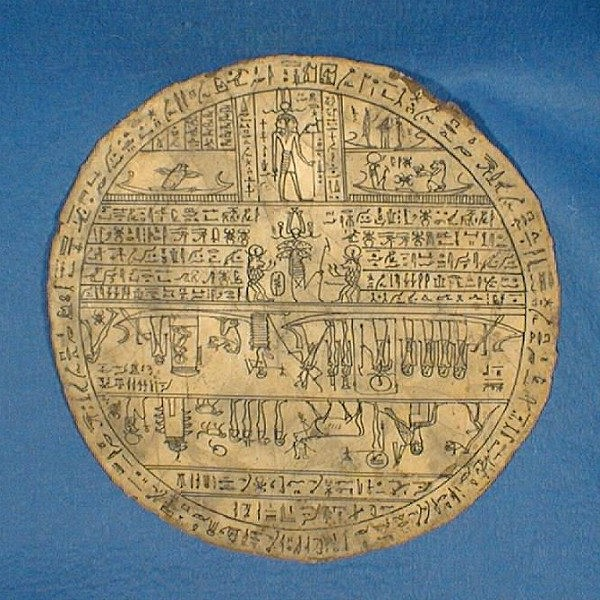
パピルスに葦ペンで描かれた絵とヒエログリフ
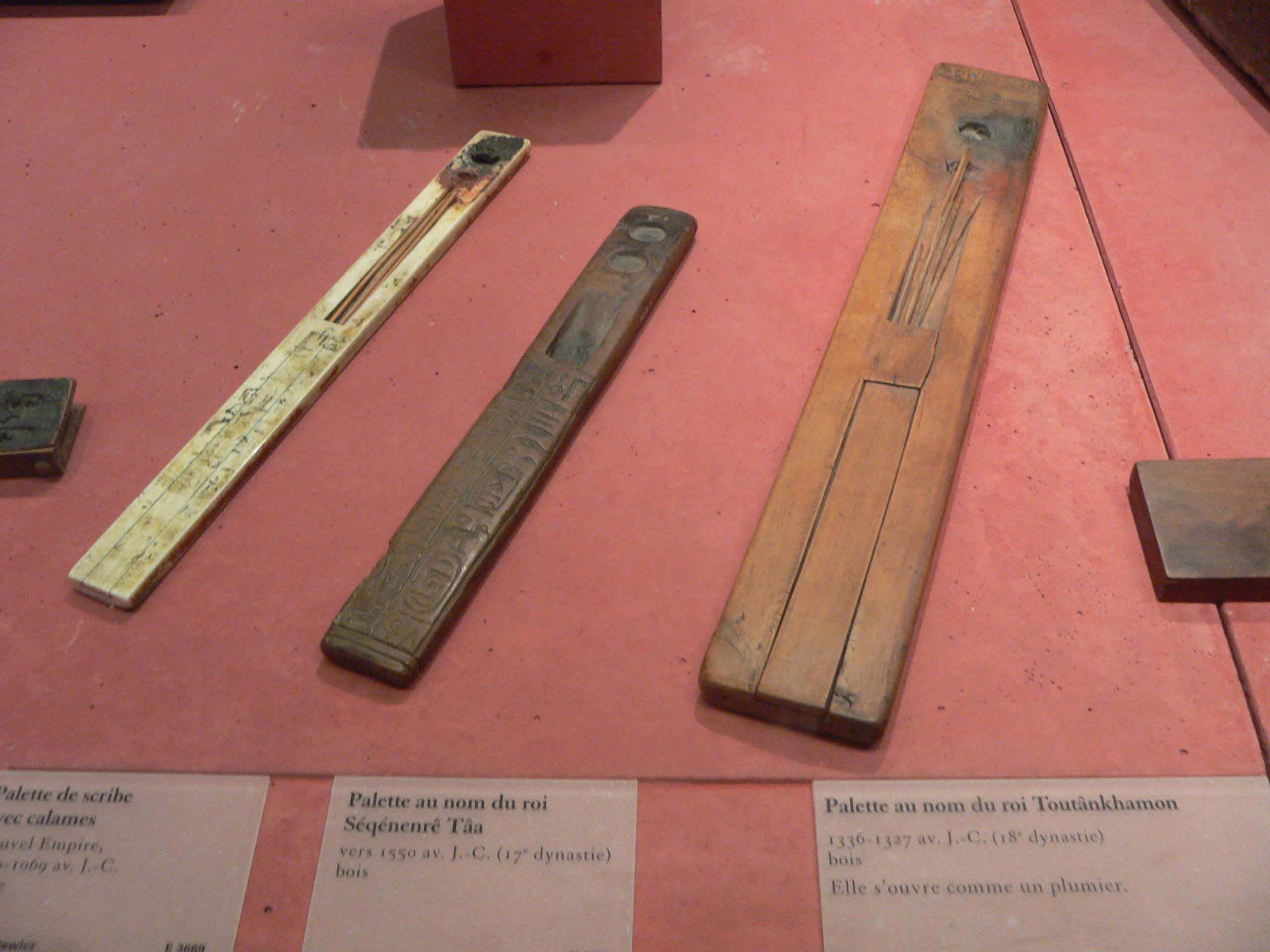
象牙製と木製のパレットに収められたエジプトの葦ペン。ルーブル博物館所蔵

## 中世以降
葦ペンは、羽毛から作られる羽根ペンよりも固く、長期間鋭いペン先を維持できないため、羽根ペンに取って代わられた。それでもなお、葦ペンは太い線を引くことができるためにカリグラフィー用の道具として残った。

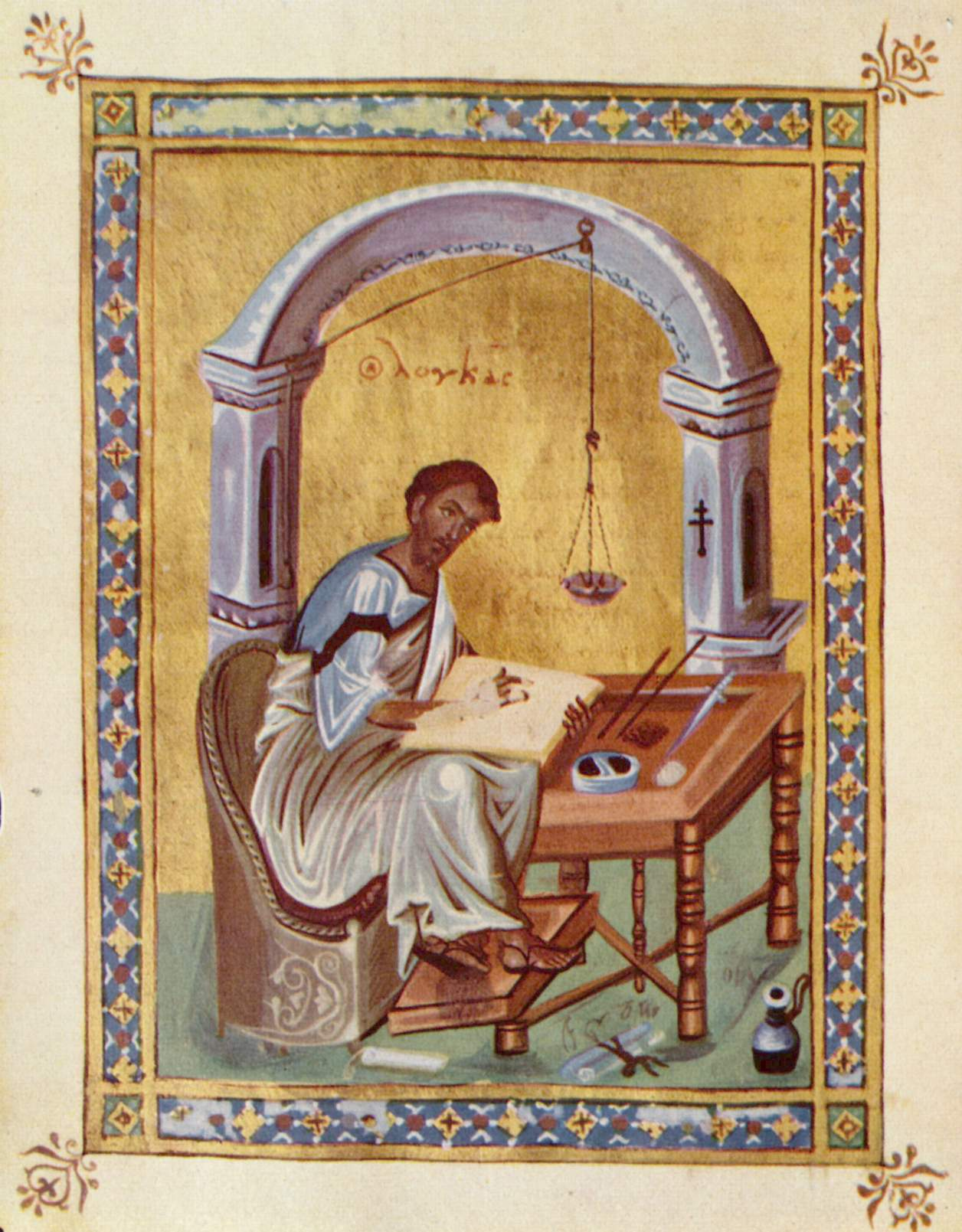
ビザンチン時代でも葦ペンは主要な筆記具のひとつだった。10世紀ころに描かれたと推定されているこの絵でも、机の上に葦ペンとそれを削るためのナイフが置いてある。
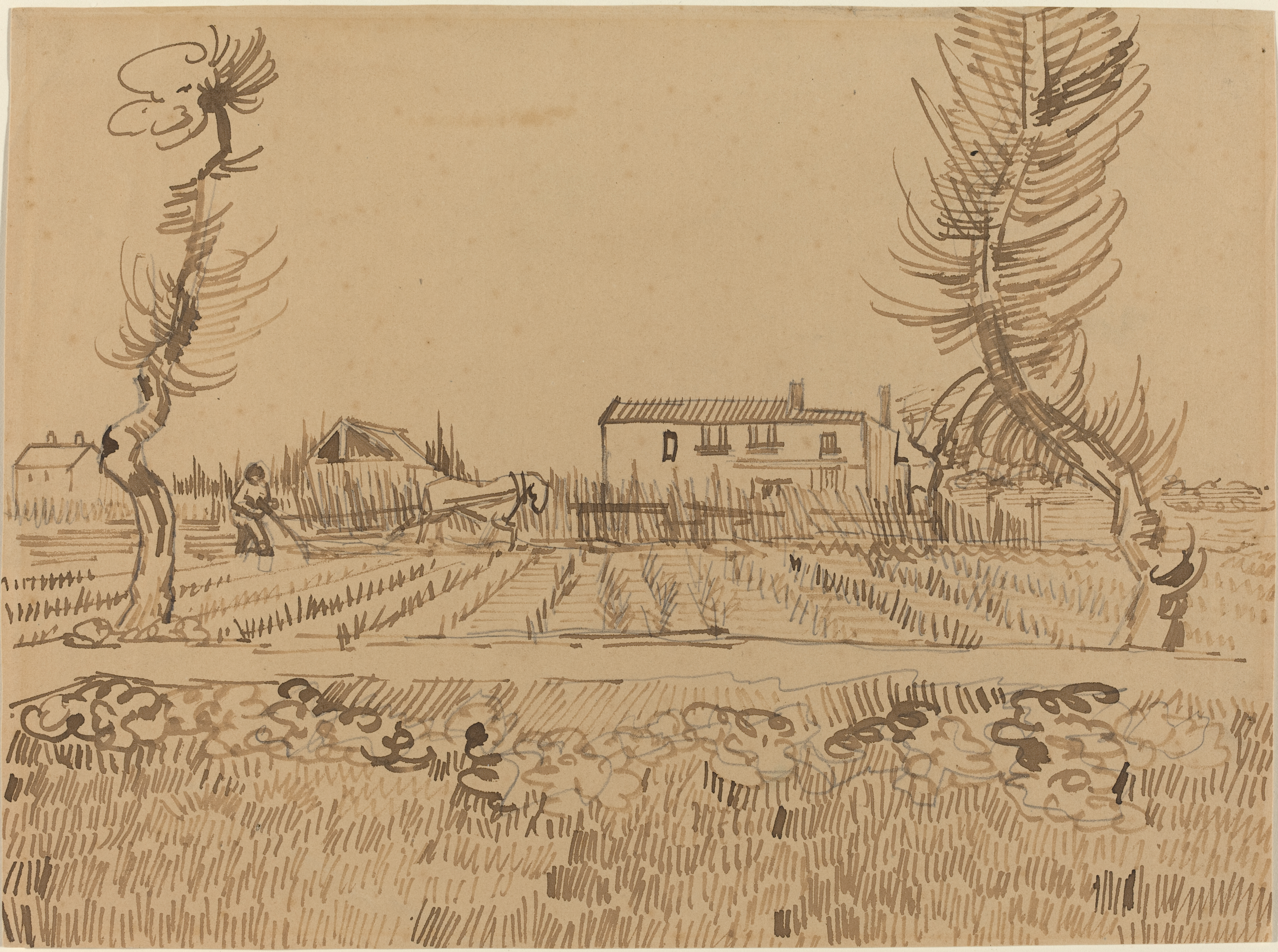
フィンセント・ファン・ゴッホが葦ペンで描いたスケッチ画（1888年）
現代人が作った葦ペン
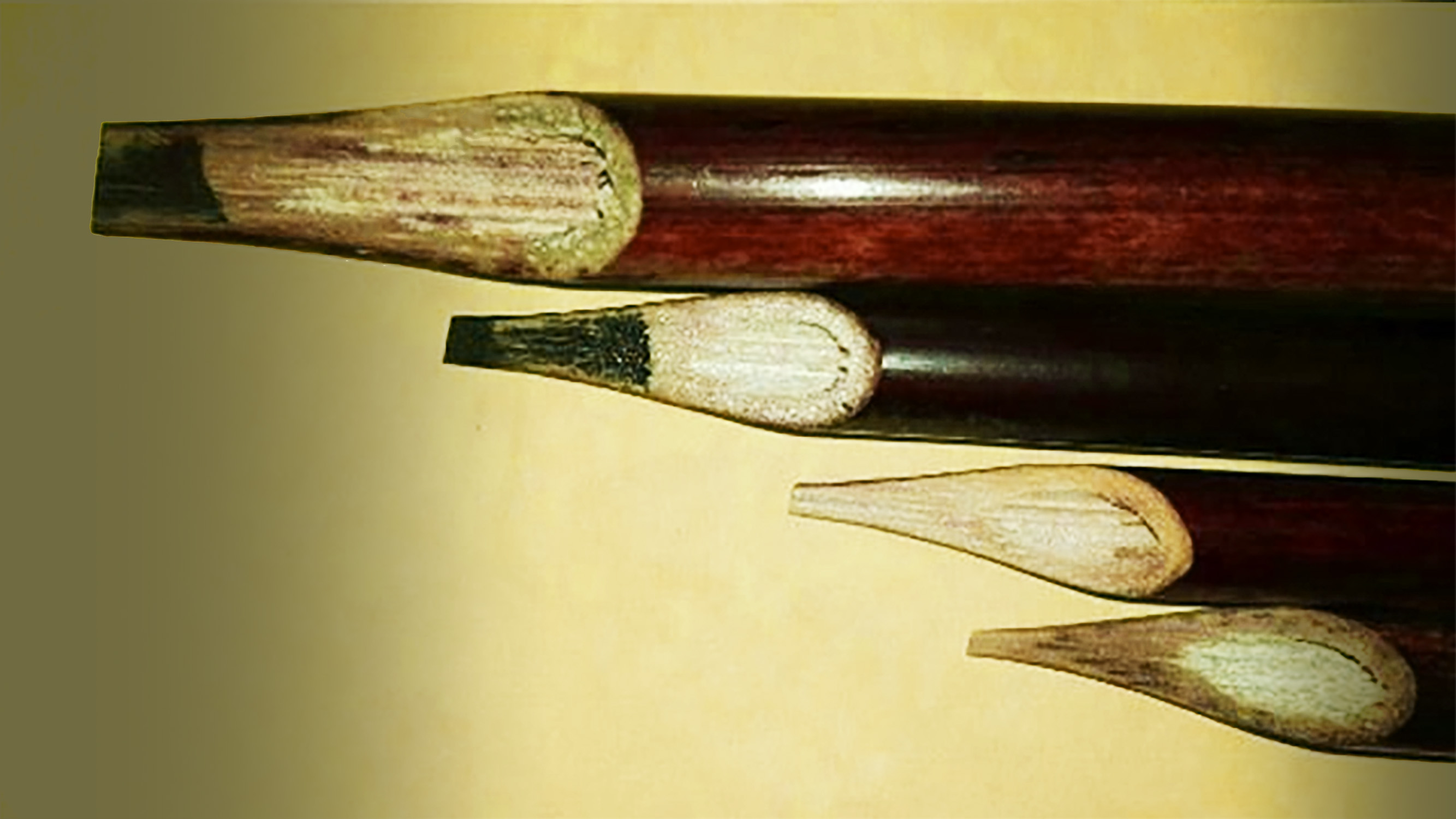
現代人が作った葦ペンのペン先